# Myriam Delmée
Myriam Delmée (Dour, 10 augustus 1972) is een Belgische syndicaliste.

## Levensloop
In 2006 volgde ze Carlos Polenus, die aan de slag ging als adviseur bij het IVVV, op als ondervoorzitter van BBTK. In november 2019 volgde ze Erwin De Deyn op als voorzitter van deze ABVV-vakcentrale.
Vanuit deze hoedanigheid maakt ze onder meer deel uit van de Nationale Arbeidsraad (NAR).